# Grand Prix International de Paris de 1991
Grand Prix International de Paris de 1991 (em francês:  Grand Prix International de Paris 1991) foi a quinta edição do Grand Prix International de Paris, um evento anual de patinação artística no gelo organizado pela Federação Francesa de Esportes no Gelo (em francês:  Federation Française des Sports de Glace). A competição foi disputada na cidade de Albertville, França.

## Eventos
- Individual masculino
- Individual feminino
- Duplas
- Dança no gelo

## Medalhistas
| Evento                        | Ouro                                                   | Prata                                             | Bronze                                              |
| Individual masculino detalhes | Kurt Browning · Canadá                                 | Viacheslav Zagorodniuk · União Soviética          | Alexei Urmanov · União Soviética                    |
| Individual feminino detalhes  | Midori Ito · Japão                                     | Kristi Yamaguchi · Estados Unidos                 | Nancy Kerrigan · Estados Unidos                     |
| Duplas detalhes               | Natalia Mishkutenok · Artur Dmitriev · União Soviética | Radka Kovaříková · René Novotný · Tchecoslováquia | Elena Bechke · Denis Petrov · União Soviética       |
| Dança no gelo detalhes        | Anjelika Krylova · Vladimir Fedorov · União Soviética  | Dominique Yvon · Frederic Palluel · França        | Kateřina Mrázová · Martin Šimeček · Tchecoslováquia |

## Resultados

### Individual masculino
| Pos.              | Nome                   | Nacionalidade   |
| ----------------- | ---------------------- | --------------- |
| Medalha de ouro   | Kurt Browning          | Canadá          |
| Medalha de prata  | Viacheslav Zagorodniuk | União Soviética |
| Medalha de bronze | Alexei Urmanov         | União Soviética |
| 4                 | Éric Millot            | França          |
| 5                 | Paul Wylie             | Estados Unidos  |
| 6                 | Grzegorz Filipowski    | Polônia         |
| 7                 | Steven Cousins         | Reino Unido     |
| 8                 | Masakazu Kagiyama      | Japão           |
| 9                 | Nicolas Pétorin        | França          |
| 10                | Daniel Weiss           | Alemanha        |

### Individual feminino
| Pos.              | Nome             | Nacionalidade   |
| ----------------- | ---------------- | --------------- |
| Medalha de ouro   | Midori Ito       | Japão           |
| Medalha de prata  | Kristi Yamaguchi | Estados Unidos  |
| Medalha de bronze | Nancy Kerrigan   | Estados Unidos  |
| 4                 | Patricia Neske   | Alemanha        |
| 5                 | Surya Bonaly     | França          |
| 6                 | Lenka Kulovaná   | Tchecoslováquia |
| 7                 | Julia Vorobieva  | União Soviética |
| 8                 | Nathalie Krieg   | Suíça           |
| 9                 | Simone Lang      | Alemanha        |
| 10                | Laetitia Hubert  | França          |

### Duplas
| Pos.              | Nome                                 | Nacionalidade   |
| ----------------- | ------------------------------------ | --------------- |
| Medalha de ouro   | Natalia Mishkutenok / Artur Dmitriev | União Soviética |
| Medalha de prata  | Radka Kovaříková / René Novotný      | Tchecoslováquia |
| Medalha de bronze | Elena Bechke / Denis Petrov          | União Soviética |
| 4                 | Calla Urbanski / Rocky Marval        | Estados Unidos  |
| 5                 | Stacey Ball / Jean-Michel Bombardier | Canadá          |
| 6                 | Anuschka Gläser / Stefan Pfrengle    | Alemanha        |
| 7                 | Rena Inoue / Tomoaki Koyama          | Japão           |
| 8                 | Anna Tabacchi / Massimo Salvade      | Itália          |
| 9                 | Line Haddad / Sylvain Privé          | França          |

### Dança no gelo
| Pos.              | Nome                                | Nacionalidade   |
| ----------------- | ----------------------------------- | --------------- |
| Medalha de ouro   | Anjelika Krylova / Vladimir Fedorov | União Soviética |
| Medalha de prata  | Dominique Yvon / Frederic Palluel   | França          |
| Medalha de bronze | Kateřina Mrázová / Martin Šimeček   | Tchecoslováquia |
| 4                 | April Sargent / Russ Witherby       | Estados Unidos  |
| 5                 | Jacqueline Petr / Mark Janoschak    | Canadá          |
| 6                 | Anna Croci / Luca Mantovani         | Itália          |
| 7                 | Marina Morel / Gwendal Peizerat     | França          |
| 8                 | Isabelle Sarech / Xavier Debernis   | França          |
| 9                 | Ann Hall / Jason Blomfield          | Canadá          |
| 10                | Kaoru Takino / Kenji Takino         | Japão           |

## Quadro de medalhas
| Ordem | País            | Medalha de ouro | Medalha de prata | Medalha de bronze |    | Ordem por total |
| ----- | --------------- | --------------- | ---------------- | ----------------- | -- | --------------- |
| 1     | União Soviética | 2               | 1                | 2                 | 5  | 1               |
| 2     | Canadá          | 1               |                  |                   | 1  | 4               |
| 2     | Japão           | 1               |                  |                   | 1  | 4               |
| 4     | Estados Unidos  |                 | 1                | 1                 | 2  | 2               |
| 4     | Tchecoslováquia |                 | 1                | 1                 | 2  | 2               |
| 6     | França          |                 | 1                |                   | 1  | 4               |
| TOTAL | TOTAL           | 4               | 4                | 4                 | 12 | —               |